# Paradiastylis belone
Paradiastylis belone is een zeekommasoort uit de familie van de Diastylidae. De wetenschappelijke naam van de soort is voor het eerst geldig gepubliceerd in 1945 door Fage.